# 2i’s Coffee Bar

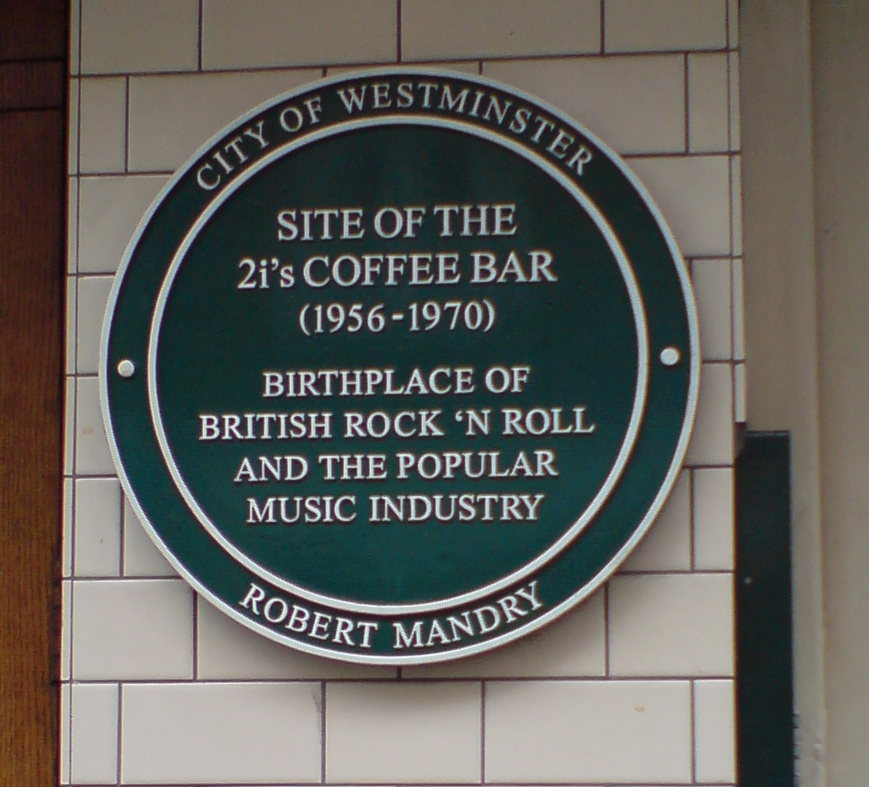
Erinnerungsplakette an die 2i’s Coffee Bar in London, 59 Old Compton Street, Soho

Die 2i’s Coffee Bar [tuː aiz] war ein Café in dem unterkellerten Gebäude 59 Old Compton Street im Londoner Stadtteil Soho. Es existierte von 1956 bis 1970 und gilt als die „Geburtsstätte des britischen Rock ’n’ Roll“.

## Geschichte
1953 eröffnete Gina Lollobrigida mit der Moka Coffee Bar in der 29 Frith Street das erste Londoner Café mit original italienischen Gaggia-Espressomaschinen und löste damit einen regelrechten „Boom“ im Londoner West End aus. In diesem Zuge eröffnete die 2i’s Coffee Bar in der benachbarten Old Compton Street am 22. April 1956. Das Musikcafé gehörte den beiden australischen Ex-Wrestlern Ray „Rebel“ Hunter und Paul „Dr. Death“ Lincoln, die das Lokal von den Brüdern Freddie und Sammy Irani übernommen hatten. Der Name 2i’s soll sich dabei auf den Nachnamen der Vorbesitzer beziehen.
Auf einer kleinen Bühne im Keller des Cafés wurde Livemusik gespielt. Die Gage für eine vierköpfige Band, einen Sänger und drei Instrumentalisten, betrug 18 Shilling (heute etwa 2 Euro) für einen Abend. Zu den bekanntesten Solokünstlern und Bands gehörten Ritchie Blackmore (Junior Skiffle Group), Rory Blackwell, Joe Brown, Paddy Chambers, Jay Chance, Terry Dene, Vince Eager & The Vagabonds, Adam Faith & The Worried Men, Chris Andrews, Paul Gadd (später besser bekannt als Paul Raven bzw. als Gary Glitter), Jet Harris, Wee Willie Harris, Eden Kane, Bill Kent, Johnny Kidd & the Pirates, Dene Lincoln, Carlo Little, Hank B. Marvin, Mickie Most und Alex Wharton (The Most Brothers), Cliff Richard & The Drifters (später The Shadows), Russ Sainty, Big Jim Sullivan, Screaming Lord Sutch, Tony Sheridan, Tommy Steele, Vince Taylor and his Playboys, Wally Whyton & The Vipers Skiffle Group und Marty Wilde & The Wildcats, The Rivets.

“It was just a cellar in a basement of a Coffee Bar where they sold frothy Coffee, but It was a breeding ground for Rock’n’rollers.”

„Es war zwar nur ein Keller im Untergeschoss eines Cafés, wo sie schaumigen Kaffee verkauften, aber es war die Brutstätte für Rock ’n’ Roller“

Im Juli 1956 traten Wally Whyton’s Vipers Skiffle Group mit Tommy Hicks als erste Band auf. Paul Lincoln lud die Band ein, jederzeit im 2i’s zu spielen, wenn sie Zeit hätte. Tommy Hicks wurde bald darauf von den Musikmanagern John Kennedy und Larry Parnes entdeckt, in „Tommy Steele“ umbenannt und als “Britain’s answer to Elvis Presley” – ein Slogan, unter dem auch Cliff Richard oder Billy Fury vermarktet wurden – zum „ersten heimischen Rock-’n’-Roll-Star Großbritanniens“ aufgebaut. Schnell entwickelte sich das Café zu einem Treffpunkt von Skiffle- und Rock-’n’-Roll-Fans sowie zur Talentschmiede, in der aufstrebende Künstler mit Impresarios und Musikproduzenten wie Don Arden, Jack Good, George Martin, Norrie Paramor, Walter J. Ridley oder Allan Williams zusammentrafen.
Im November 1956 eröffnete Paul Lincoln in der 44 Gerrard Street ein zweites Musiklokal, das er The New 2i’s Club nannte. Wally Whyton erinnerte sich: „Das Café konnte den Scharen von Leuten, die sehen wollten, wo das alles passierte, einfach nicht standhalten – es war nur etwa 30 mal 10 Fuß [rund 28 m²] groß – deshalb eröffnete Paul schlauerweise einen 2i’s Club um die Ecke in der Gerrard Street … und dort startete dann die nächste Welle.“
Ab 1957 begann Lincoln diverse „2i’s-Rock ’n’ Roll-Shows“ im Umland zu organisieren und als Künstleragent zu arbeiten und hatte folglich nur noch wenig Zeit für sein Café. Schließlich bestimmte er den Judoka Tom Littlewood, einen Freund aus Wrestlingtagen, zum Geschäftsführer des alten 2i’s. Littlewood managte ebenfalls Künstler wie beispielsweise Vince Taylor und veranstaltete einige „2i’s-Roadshow“-Tourneen durch Großbritannien.
Mitte der 1960er, auf dem Höhepunkt der Beatlemania, ließ das Publikumsinteresse am 2i’s nach. Überdies bespielten die führenden Rockbands mittlerweile große Hallen, weshalb viele Clubs schlossen oder in Diskotheken umgewandelt wurden. 1970 schloss auch das 2i’s.
Im September 2006 wurde im Beisein zahlreicher Rock-Veteranen, wie Cliff Richard und Musikern der Shadows und der Tornados, eine Green Plaque der City of Westminster an der Stelle des ehemaligen Cafés enthüllt, um an den für Musikfreunde geschichtsträchtigen Ort zu erinnern, an dem einst die britische Rockmusik ihren Anfang nahm. In dem Gebäude befindet sich heute ein Med Kitchen-Restaurant, die Kellerräume sind zu einer Lobby umgestaltet worden.

## Verschiedenes
Vor seiner Karriere als Musikproduzent arbeitete Peter Grant, Manager der Gruppen The Yardbirds und Led Zeppelin, zeitweilig als Türsteher im 2i’s.
Der deutsche Veranstalter Bruno Koschmider entdeckte im 2i’s die Liverpooler Band Derry and the Seniors und engagierte sie für seinen Kaiserkeller in Hamburg. Nach ein paar Monaten wollte Koschmider eine weitere Liverpooler Band, die im Indra Club auf der Großen Freiheit spielen sollte. Er setzte sich mit dem Musikmanager Allan Williams in Verbindung, der den Auftritt schließlich den Beatles anbot. Ironischerweise sind die Beatles (wie auch die Rolling Stones) nie im 2i’s aufgetreten.